# Произведение Бляшке
В комплексном анализе произведением Бляшке {\displaystyle B(z)} называется аналитическая в единичном круге функция, обладающая нулями (конечным либо счетным их количеством) в заранее определённых точках {\displaystyle \{z_{n}\}_{1}^{k}}, где {\displaystyle k} — конечное положительное число либо бесконечность (она называется последовательностью Бляшке). В случае, если последовательность нулей бесконечна, то на него накладывается дополнительное условие — сходимость ряда {\displaystyle \sum _{n}(1-|z_{n}|).}
Строится произведение Бляшке из так называемых множителей Бляшке {\displaystyle B(z)=\prod B(z_{n},z)} следующего вида:
{\displaystyle B(z_{n},z)={\frac {|z_{n}|}{z_{n}}}{\frac {z-z_{n}}{1-{\overline {z_{n}}}z}}.}
В случае, если {\displaystyle z_{n}=0}, считается {\displaystyle B(0,z)=z}.